# Illa del Coco
L'Illa del Coco (en castellà: Isla del Coco) és una illa situada a l'oceà Pacífic a aproximadament 550 quilòmetres de la costa del Pacífic de Costa Rica. Constitueix el districte 11 de Puntarenas, cantó de la província de Puntarenas.
Té una superfície de vora 23,85 km², prop de 8 × 3 km i un perímetre d'uns 23,3 km, aquesta illa és més o menys rectangular.
Envoltada d'aigües profundes amb contra-corrents, l'Illa del Coco és un lloc d'atracció per submarinistes a causa de les seves poblacions de taurons martell, rajades, dofins i altres grans espècies marines. El clima extremadament humit i el caràcter oceànic de l'illa del Coco, li dona un caràcter ecològic que no és compartit, ni amb les illes Galápagos o qualsevol de les altres illes d'aquesta regió com l'Illa de Malpelo o l'Illa de Coiba.,

## Història

### Descobriment de l'Illa del Coco i principis de la cartografia

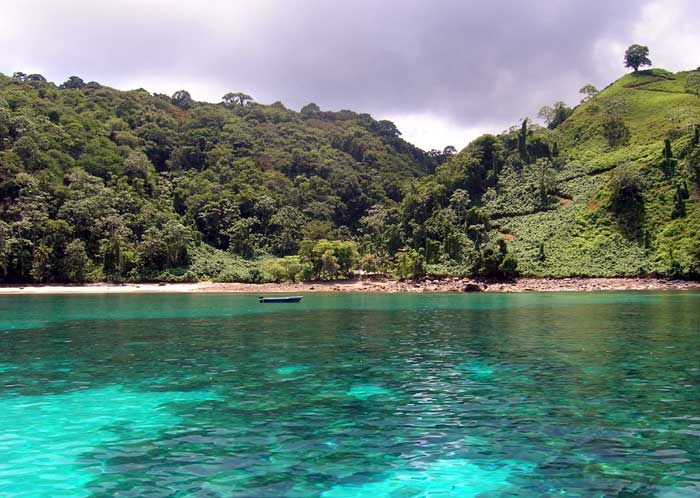
Badia de Wafer

J. Línies (Diari de Costa Rica, 12 de maig de 1940) cita Fernández de Oviedo que afirma que el primer descobridor de l'illa va ser Johan Cabeças. Altres fonts afirmen que Joan Cabezas de Grado no és un mariner portuguès, sinó un asturià. D. Lievre, Una illa deserta al Pacífic, l'illa del Coco, a Los viajes de Cockburn i Lievre per Costa Rica (1962: 134) diu que el primer document amb el nom de "Illa de Coques" és un mapa pintat a Pèrgam, anomenat el d'Henry II que van aparèixer el 1542 durant el regnat de Francesc I de França.
El planisferi de Nicolás Desliens (1556, Dieppe) situa aquesta Ysle Coques entorn d'un grau i mig al nord de l'Equador. (Vegeu també Mario A. Boza i Rolando Mendoza, Els Parcs Nacionals de Costa Rica, Madrid, 1981.) Blaeu del Gran Atlas, publicat originalment el 1662, té un mapa del món de color a la part posterior de la portada, que mostra I. de Cocos just a l'equador. Frederik De Witt Atlas, 1680 mostra que de manera semblant Hondius Broadside el mapa de 1590 mostra l'Illa de Coco a la latitud de 2 graus i 30 minuts de latitud nord, mentre que el 1596 Theodore de Bry mostra les illes Galápagos, prop de 6 graus al nord de l'Equador. E. Bowen, un sistema complet de Geografia, Volum II (Londres, 1747: 586) diu que les Galápagos són a 5 graus al nord de l'Equador.
A l'octubre de 1863 el vaixell "Adelante" objecte de dumping 426 a Polinèsia ex esclaus a l'illa, el capità és massa gandul per endur-se a casa com s'havia promès. Quan va ser salvat pel "Tumbas", un mes més tard, només en van sobreviure 38, la resta ja s'havien mort de la verola. (Vegeu: "Ata").

### Història Administrativa
El 1897 el govern de Costa Rica aventurer alemany anomenat el caçador de tresors i agost Gissler el primer Governador de la Isla del Coco i li va permetre establir una colònia de curta vida allà.
Illa del Coco es va convertir oficialment en part de Costa Rica per la promulgació de la Constitució de Costa Rica el 7 de novembre de 1949. El 12 de maig de 1970, el territori insular de l'Illa del Coco es va incorporar administrativament en Cantó Central de la província de Puntarenas mitjançant Decret Executiu N º 27, per la qual cosa és el Onzè Districte del Cantó Central. L'illa de 33 residents, la Caja Costarricense de guardaparques, se'ls va permetre votar per primera vegada a Costa Rica del 5 de febrer de 2006 l'elecció.
Isla del Coco va ser declarada Parc Nacional de Costa Rica mitjançant un Decret Executiu el 1978.
El Parc Nacional Isla del Coco va ser declarat Patrimoni de la Humanitat de la UNESCO el 1997. El 2002, la designació de Patrimoni de la Humanitat es va ampliar per incloure una àmplia zona marítima de 1997 km². A més, s'inclou en la llista de "Aiguamolls d'Importància Internacional".
Illa del Coco va ser com un candidat a ser una de les set noves meravelles de la Natura, per la Fundació de Les set noves meravelles del món. El febrer de 2009 va quedar tercer en la classificació del grup B, a la categoria de les illes.
Gràcies a la impressionant vida marina en les seves aigües (vegeu més endavant la secció de Fauna), l'Illa del Coco va ser nomenat un dels 10 millors llocs de busseig en el món per PADI (Associació Professional d'Instructors de Busseig) i un "s'ha de fer", d'acord amb els experts de busseig. Per a molts, els principals llocs d'interès són les grans espècies pelàgiques, que són molt abundants en aquest únic punt de trobada entre les aigües profundes i someres. La major concentració de taurons martell en el món coneguda. Trobades amb desenes si no centenars d'aquests i altres animals grossos són gairebé segures en cada immersió. Més petites i colorides espècies de la zona també abunden en una de les més extenses i riques dels esculls del Pacífic sud oriental. El famós oceanògraf Jacques Cousteau va visitar l'illa en diverses ocasions i el 1994 el va anomenar "l'illa més bonica del món". Aquests nombrosos elogis en relleu la urgent necessitat de protegir l'Illa del Coco i les aigües circumdants de les activitats il legals de pesca a gran escala, la caça furtiva i altres problemes (vegeu més endavant la secció Amenaces).

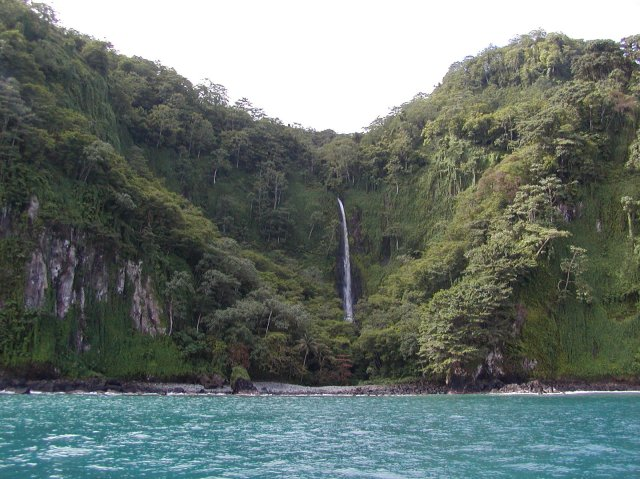
Salt d'aigua sobre la costa

Les úniques persones que poden viure en l'Illa del Coco de Costa Rica són els vigilants, que han establert dos campaments, un d'ells en la Badia de l'anglès. Turistes i membres de la tripulació del vaixell a terra només es permet amb el permís de l'illa guardaboscos, i no es permet acampar, pernoctar o recollir qualsevol flora, la fauna o minerals de l'illa.
Aquesta illa és molt popular en la tradició de pirates. Es diu que més de 300 expedicions han anat a la recerca de tresors, com el tresor amagat de Benito Bonito, el tresor de Lima, i molts altres. Alguns petits incidents s'han descobert, duent a molts a creure les històries de grans tresors de pirates de ser vàlida.

## Geologia
L'Illa del Coco és una illa oceànica d'origen volcànic i tectònica. L'illa és l'únic emergent de la Placa de Cocos, una de les menors de plaques tectòniques. Una radiometria Argó-potàssica determina que l'edat de les roques més antigues està entre 1,91 i 2,44 milions d'anys (Pliocè tardà) i està compost principalment de basalt, el qual està format pel refredament de lava. El paisatge és muntanyós i irregular i el cim és el Cerro Iglesias, a 575,5 m.
A pesar del seu caràcter muntanyós, hi ha zones planes entre 200-260 m d'altitud a la part central de l'illa, que es diu que són una fase de transició del cicle geomorfològic de les valls en forma de V. Amb quatre badies, tres d'ells en el costat nord (Wafer, Chatham i Weston), l'Illa del Coco té un curt nombre de rius i rierols que drenen les abundants pluges en ells. Els rius més grans són el Geni i la Pitti, que drenen les seves aigües a la badia wafer. El paisatge muntanyós i el clima tropical es combinen per crear més de 200 caigudes d'aigua a tota l'illa. L'illa dels sòls es classifiquen com entisols que són molt àcids i poden ser fàcilment erosionat per l'alta pluviositat de l'illa als forts pendents, si no fos per la cobertura de bosc dens.

## Clima
El clima de l'illa és principalment determinat pel moviment latitudinal de la zona de convergència intertropical, que genera nuvolositat i la precipitació que és constant durant tot l'any.Això fa que el clima a l'illa sigui humit i tropical amb una temperatura mitjana anual de 23,6 °C i una precipitació anual mitjana de més de 7000 mm. Les precipitacions són elevades durant tot l'any, encara que més baixos de gener a març, i lleugerament inferior a finals de setembre i octubre. Nombrosos corrents oceànics des de l'oceà Pacífic central que convergeixen en l'illa també tenen una important influència.

## Ecologia
L'Illa del Coco és un dels parcs nacionals de Costa Rica amb densos i exuberants boscos tropicals humits. És l'única illa oceànica al Pacífic oriental amb boscos plujosos i les seves característiques de flora i fauna. Els boscos ennuvolats en elevacions més altes també són úniques al Pacífic oriental. L'illa mai va estar vinculat a un continent, per la qual cosa la flora i la fauna de llarga distància van arribar a través de la dispersió de les Amèriques. L'illa té, per tant, una alta proporció d'espècies endèmiques.

### Flora
L'illa compta amb 235 espècies conegudes de plantes amb flor, dels quals 70, o gairebé el 30% són endèmiques. Un bon estudi sobre la flora de l'illa es presenta a la revista Proceedings of the California Academy of Sciences. A més, 74 espècies de falgueres i aliats de falgueres (lycopodiophytes i pteridòfits), i 128 espècies de molses i hepàtiques (briòfits), 90 espècies de fongs i 41 espècies de Mixomicet. Tanmateix, investigacions més exhaustives que s'espera que revelin moltes més espècies. L'illa té tres principals comunitats de plantes. Els boscos costaners s'estenen des del litoral fins a 50 metres d'altitud. Erythrina fusca, Palma de coco (Cocos nucifera) i la poma-Estany (Annona glabra), són els arbres predominants, amb un sotabosc de falgueres, arbustos de la família Rubiaceae i Solanaceae, joncs i herbes, plantes herbàcies i de les famílies Leguminosae i Malvaceae.
L'interior dels boscos s'estenen des de 50 a 500 metres d'altitud. "Pal de ferro" o huriki (Sacoglottis holdridgei), "alvocat" (Ocotea insularis) i l'endèmica Cecropia pittieri són els més comuns els arbres de dosel. Els arbres s'omple a tots els nivells amb plantes epífites, fins i tot com orquídies, falgueres, bromèlies i molses. El sotabosc inclou joncs com Hypolitrum amplum i diverses espècies de falgueres i falgueres arborescents Cyathea armata incloent Danaea i mitjans de comunicació. La palma endèmica Rooseveltia frankliniana també és comuna.
Els boscos ennuvolats es troben en les elevacions més altes, més de 500 metres. Melastoma és la predominant.

### Fauna

#### Fauna terrestre
L'illa té més de 400 espècies conegudes d'insectes, dels quals 65 (16%) són endèmiques. La major diversitat es troba entre els lepidòpters i Formicidae. Més de 50 espècies d'altres artròpodes, s'han descrit (aranyes, centpeus, milpeus, i isòpodes).
Dues espècies de llangardaixos es troben a l'illa, un anolis (Norops townsendii) i un gecko (Sphaerodactylus pacificus), ambdues són endèmiques. No s'han trobat amfibis.
Gairebé 90 espècies d'ocells han estat trobades. L'illa veïna i roques són la llar de grans colònies de nidificació d'aus marines migratòries, com el mascarell bru (Sula leucogaster), el mascarell cama-roig (Sula sula), Fregata gran (Fregata minor), xatrac blanc (Gygis alba) i nodi bru (Anous stolidus). Set espècies d'ocells viuen a la terra de l'illa, incloent tres espècies endèmiques: el cucut del Coco (Coccyzus ferrugineus), Nesotriccus ridgwayi i Pinaroloxias inornata.
L'illa compta amb cinc espècies de mamífers terrestres, com els porcs, venados, gats i rates. Tots aquests mamífers terrestres van ser introduïts pels éssers humans. El govern de Costa Rica s'ha compromès a controlar les poblacions d'aquests animals, ja que són perjudicials per als ecosistemes locals.

#### Fauna marina
Els rics dels esculls de corall, túnels volcànics, coves, massissos i d'aigües més profundes que envolten l'Illa del Coco són la llar de més de 30 espècies de coralls, 60 espècies de crustacis, 600 espècies de molluscs i més de 300 espècies de peixos. Aquests inclouen grans poblacions de tonyina d'aleta groga ('Thunnus albacares'), mantes gegants (Manta birostris), peix vela (Istiophorus platypterus) i els taurons, com el tauró de puntes blanques (Triaenodon obesus) i taurons martell (Sphyrna lewini). La major de totes les espècies de peixos també és present, el tauró balena.
Altres grans animals marins són les balenes geperuda (Megaptera novaeangliae), les Cap d'olla negre (Globicephala macrorhynchus), dofins mulars (Tursiops truncatus), lleons marins (Zalophus californianus), la tortuga carei (Eretmochelys imbricata), tortuga verda (Chelonia mydas) i la tortuga olivàcia (Lepidochelys olivacea).

### Perills ecològics
La majoria dels hàbitats de l'illa es troben sota creixent pressió humana. La caça furtiva il·legal de grans espècies marines i en aigües al voltant protegit s'ha convertit en una de les principals preocupacions. Creixement local i la demanda mundial de tonyina, sopa d'aletes de tauró i altres productes del mar és una amenaça per a l'illa amb ecosistemes fràgils.
El govern de Costa Rica ha estat acusat públicament de la passivitat i la corrupció, fins i tot es beneficien de les activitats il legals d'aletes de tauró i el comerç d'altres productes del mar als grans mercats, com la Xina i altres països d'Àsia. El govern ha mostrat cert desig per protegir l'illa de riqueses naturals i jutjar els caçadors furtius. Tanmateix, els esforços per patrullar les aigües de manera efectiva i fer complir les lleis ambientals s'enfronten a grans dificultats financeres i burocràtiques, a més de ser propens a la corrupció dels locals, les autoritats nacionals i internacionals.
Els esdeveniments recents mostren que a gran escala il·legal la caça furtiva segueix produint. Malgrat l'esperança inicial i en la detenció de caçadors furtius de càrrega, que han estat capturats amb abundants proves, han estat ràpidament alliberats en circumstàncies sospitoses. Així mateix, els esforços per recaptar fons per a la protecció s'han empetitit.
També en el marc de molt sospitoses i presumptament corruptes circumstàncies, el Fiscal de Districte Michael Morales Molina, va aturar la subhasta pública per al benefici dels béns confiscats, immediatament després que el portaveu dels grans vaixells de caçadors furtius il·legals "tiun" simplement va fer la sol·licitud.